# DUEWAG
DUEWAG（デュワグ）社とはドイツの鉄道車輛製造会社。1999年にシーメンス社に吸収された。

## 歴史
1898年に「ユルディンゲン車両工場 (Waggon-Fabrik AG Uerdingen)」として、ユルディンゲン (現在のノルトライン＝ヴェストファーレン州クレーフェルトの一地区) で設立された。1935年にはDüsseldorf Waggonwerk Fahrzeugeと合併し、主に路面電車など、地域交通向けの車両を製造した。
第二次世界大戦後は西ドイツにおいて、特に路面電車の製造で独占的な地位を築いた。1981年以降、この会社は「デュワグ (DUEWAG)」を正式名称とした。
1989年に、デュワグの株式はタルボット車両工場 (Waggonfabrik Talbot) からシーメンスに売却され、1999年には同社に組み込まれた。吸収された後の工場では、2012年までコンビーノの生産が行われた。

## 製品
第二次世界大戦後、GT6、GT8などの形式を持つ路面電車や、Sバーン・Uバーン向けの車両を、西ドイツを中心とする多数の都市に送り出した。
また、「シーネンオムニバス」として知られるレールバスの製造にも参加した (en:Uerdingen railbus) 。この車両は日本の国鉄キハ01系気動車の開発にも影響を与えた。
シーメンスの傘下に入ってからは、同社のブランドで、路面電車のコンビーノや高速鉄道向けのICE 2なども製造していた。
- フランクフルトのトラム車両
- ハノーヴァーのSバーン車両
- ドイツ国鉄VT 95.9型レールバス
- ベルンのコンビーノ